# Прогресивна либерална партия
Прогресивната либерална партия (на английски: Progressive Liberal Party) е лявоцентристка социаллиберална политическа партия на Бахамските острови.
Тя е основана през 1953 година и управлява страната от нейната независимост през 1973 година до 1992 година, както и през 2002-2007 година. На изборите през 2012 година партията получава 29 места в парламента и отново сформира правителство, начело със своя лидер Пери Кристи.